# Эль-Байт
Стадион Эль-Байт (араб. ملعب لوسيل الدولي‎) — футбольный стадион в катарском Эль-Хауре, предназначенный для принятия матчей чемпионата мира по футболу в 2022 году.
Стадион расположен примерно в 35 км от Дохи.

## Чемпионат мира по футболу 2022
Стадион примет 9 матчей чемпионата мира по футболу 2022 года, в том числе матч открытия между сборными Катара и Эквадора.
Матчи чемпионата мира по футболу 2022 года на стадионе Эль-Байт:
| # | Дата       | Соперник 1 | Результат | Соперник 2 | Турнир                         |
| - | ---------- | ---------- | --------- | ---------- | ------------------------------ |
| 1 | 20 ноября  | Катар      | 0:2       | Эквадор    | Групповой этап (Матч открытия) |
| 2 | 23 ноября  | Марокко    | 0:0       | Хорватия   | Групповой этап                 |
| 3 | 25 ноября  | Англия     | 0:0       | США        | Групповой этап                 |
| 4 | 27 ноября  | Испания    | 1:1       | Германия   | Групповой этап                 |
| 5 | 29 ноября  | Нидерланды | 2:0       | Катар      | Групповой этап                 |
| 6 | 1 декабря  | Коста-Рика | 2:4       | Германия   | Групповой этап                 |
| 7 | 4 декабря  | Англия     | 3:0       | Сенегал    | 1/8 финала                     |
| 8 | 10 декабря | Англия     | 1:2       | Франция    | 1/4 финала                     |
| 9 | 14 декабря | Франция    | 2:0       | Марокко    | Полуфинал                      |